# Eleições diretas do Partido Social Democrata (Portugal) de 2021
As eleições diretas do Partido Social Democrata em 2021 ocorreram em Portugal e serviram para determinar quem seria o Presidente do Partido Social Democrata no mandato 2021-2023, bem como o candidato a Primeiro-Ministro nas eleições legislativas seguintes, que se realizaram a 30 de janeiro de 2022.
O vencedor foi Rui Rio, que ganhou um terceiro mandato enquanto líder do PSD.

## Candidatos

#### Candidatos declarados
| Nome              | Retrato      | Histórico político | Anúncio               | Ref.  |
| ----------------- | ------------ | --- | --------------------- | ----- |
| Rui Rio (64)      | Rui Rio      | Presidente do Partido Social Democrata (2018-2022) Presidente da Câmara Municipal do Porto (2001-2013) Deputado pelo Distrito do Porto (1991-2002; 2019-2022)       | 19 de outubro de 2021 | [ 1 ] |
| Paulo Rangel (53) | Paulo Rangel | Eurodeputado (desde 2009) Líder do grupo parlamentar do Partido Social Democrata na Assembleia da República (2008-2009) Deputado pelo Distrito do Porto (2005-2009) | 15 de outubro de 2021 | [ 2 ] |

### Candidatos retirados
Os candidatos nesta secção retiraram ou suspenderam as suas campanhas.
| Nome                  | Retrato        | Histórico político                | Anúncio               | Desistência            | Ref.        |
| --------------------- | -------------- | --------------------------------- | --------------------- | ---------------------- | ----------- |
| Nuno Miguel Henriques | Miguel Morgado | Vereador em Alenquer (desde 2021) | 7 de novembro de 2019 | 22 de novembro de 2021 | [ 3 ] [ 4 ] |

## Debates
Ao contrário das duas eleições diretas do PSD consecutivamente anteriores (2018 e 2020), não foram realizados debates televisivos entre os dois candidatos por recusa de Rui Rio, que considerou que estes prejudicariam o partido nas legislativas de janeiro de 2022.

## Sondagens
Na tabela abaixo estão listados os resultados das sondagens numa ordem cronológica inversa, isto é, mostrando primeiro os mais recentes. O valor de maior percentagem em cada sondagem é destacado a negrito e com o fundo da cor do partido em questão. Os resultados das sondagens estão com a data do levantamento, não com a data da sua publicação.
| Instituto de sondagem | Data de realização | Nº de Entrevistas válidas | Participação |             |              | Líder |     |   |      |      |    |
| Instituto de sondagem | Data de realização | Nº de Entrevistas válidas | Participação | Rui Rio     | Paulo Rangel | Líder |     |   |      |      |    |
| --------------------- | ------------------ | ------------------------- | ------------ | ----------- | ------------ | ----- | --- | - | ---- | ---- | -- |
| Instituto de sondagem | Data de realização | Nº de Entrevistas válidas | Participação | Intercampus | 5–12 Nov     | Líder | 612 | ? | 49,3 | 34,3 | 15‬ |
| CESOP–UCP             | 29 Out–4 Nov       | 878                       | ?            | 43          | 32           | 11    |     |   |      |      |    |
| Aximage               | 28–31 Out          | 803                       | ?            | 38          | 31           | 7     |     |   |      |      |    |

## Resultados Oficiais
| Candidato               | Candidato               | 27 novembro 2021 | 27 novembro 2021 |
| Candidato               | Candidato               | Votos            | %                |
| ----------------------- | ----------------------- | ---------------- | ---------------- |
|                         | Rui Rio                 | 18 852           | 52,43 / 100,00   |
|                         | Paulo Rangel            | 17 106           | 47,57 / 100,00   |
| Votos Inválidos         | Votos Inválidos         | 518              | 1,42 / 100,00    |
| Total                   | Total                   | 36 476           | 100,00 / 100,00  |
| Eleitorado/Participação | Eleitorado/Participação | 46 664           | 78,16 / 100,00   |
| Fonte                   | Fonte                   | [ 6 ]            | [ 6 ]            |